# Topólno (gromada w powiecie gostynińskim)
Topólno – dawna gromada, czyli najmniejsza jednostka podziału terytorialnego Polskiej Rzeczypospolitej Ludowej w latach 1954–1972.
Gromady, z gromadzkimi radami narodowymi (GRN) jako organami władzy najniższego stopnia na wsi, funkcjonowały od reformy reorganizującej administrację wiejską przeprowadzonej jesienią 1954 do momentu ich zniesienia z dniem 1 stycznia 1973, tym samym wypierając organizację gminną w latach 1954–1972.
Gromadę Topólno z siedzibą GRN w Topólnie utworzono – jako jedną z 8759 gromad na obszarze Polski – w powiecie gostynińskim w woj. warszawskim, na mocy uchwały nr VI/10/3/54 WRN w Warszawie z dnia 5 października 1954. W skład jednostki weszły obszary dotychczasowych gromad Jadwigów, Muchowo i Topólno (z wyłączeniem osady Oszczywilk) ze zniesionej gminy Pacyna, obszar dotychczasowej gromady Barcik ze zniesionej gminy Słubice oraz miejscowości Konstantynów Parcele, Konstantynów Cegielnia i Konstantynów z dotychczasowej gromady Czyżew ze zniesionej gminy Sanniki w tymże powiecie. Dla gromady ustalono 13 członków gromadzkiej rady narodowej.
31 grudnia 1961 gromadę zniesiono, włączając jej obszar do gromad: Sanniki (wsie Barcik i Konstantynów) i nowo utworzonej Lipińskie (wsie Jadwigów i Topólno) w tymże powiecie.